# Гигантский Магелланов телескоп
Гигантский Магелланов телескоп (англ. Giant Magellan Telescope; ГМТ) — наземный оптический телескоп, строительство которого намечено завершить к концу 2020-х годов. Телескоп начнёт научную работу в начале 2030-х.
В качестве собирающего свет элемента будет использоваться система из семи первичных зеркал диаметром 8,4 м и весом 20 тонн каждое. Суммарная апертура телескопа будет соответствовать телескопу с зеркалом диаметром 24,5 м. Ожидается, что телескоп вчетверо превысит способность собирать свет по сравнению с крупнейшими на данный момент. ГМТ будет иметь разрешающую способность в 10 раз выше, чем у телескопа Хаббла. Благодаря ГМТ астрономы смогут открывать экзопланеты и получать их спектры, изучать свойства тёмной материи и тёмной энергии.

## Планируемое расположение

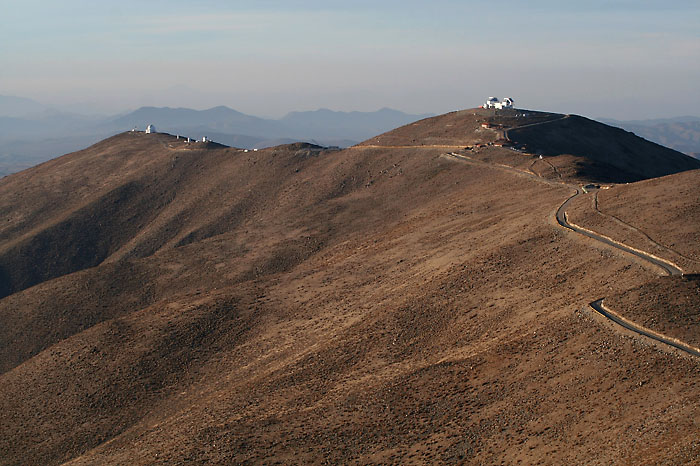
Обсерватория Лас-Кампанас

Решено установить телескоп в обсерватории Лас-Кампанас, в которой уже есть Магеллановы телескопы на 115 км (северо — северо-восток) от города Ла-Серена в Чили.
Как и для предыдущих телескопов, данное место выбрано ввиду ясной погоды, которая держится там большую часть года. Более того, из-за редкости населённых пунктов и благодаря другим благоприятствующим географическим условиям — большинство областей, окружающих пустыню Атакаму, не только не подвержено загрязнению атмосферы, но и к тому же, по-видимому, является одним из мест, наименее подверженных световому загрязнению, превращая эту область в одну из лучших точек на Земле для долговременных астрономических наблюдений.

## Строительство
Изначально предполагалось, что телескоп будет готов в 2020 году и станет на момент постройки самым крупным в мире, однако, из-за сложности изготовления зеркал дата начала его работы переместилась сначала на 2029 год, а затем — на начало 2030-х годов.
Подготовка к строительству телескопа началась 23 марта 2012 года.
В августе 2018 года на месте строительства телескопа начались экскавационные работы по выемке горной породы для фундаментов Гигантского Магелланова телескопа и его купола, на площадке обсерватории Лас-Кампанас. В апреле 2019 года основной объём экскавационных работ был завершён.
По состоянию на конец сентября 2023 года была начата отливка последнего из семи зеркал.

### Изготовление оптической системы

Сравнение основных зеркал некоторых телескопов

Изготовление каждого зеркала («сегмент», по терминологии разработчиков) телескопа представляет собой сложную инженерную задачу. На каждое зеркало уходит примерно 20 тонн предназначенного специально для этих целей боросиликатного стекла марки E6 производства Ohara Corporation с пониженным коэффициентом теплового расширения, равным 2,8×10−6  К−1. Стекло в виде небольших блоков вручную помещается в специально изготовленную для этого печь, на дне которой находится матрица в виде 1681 шестиугольника из алюмосиликатного волокна. Эта матрица придаёт обратной стороне зеркала форму сот, что позволяет на 85 % облегчить зеркало. Затем печь, вращаясь со скоростью до пяти оборотов в минуту, разогревает стекло примерно до 1170 °С и сохраняет эту температуру около четырёх часов. За это время стекло разжижается и заполняет матрицу. Процесс отливки зеркала продолжается в течение трёх месяцев, пока стекло остывает. Всё это время печь продолжает вращаться, что позволяет достичь высокой однородности зеркала. Затем заготовка зеркала вынимается из печи, шлифуется, приобретая необходимую форму, и подвергается длительной полировке. При полировке достигается точность до 25 нм, что составляет примерно 1/20 средней длины волны видимого излучения. Обработка зеркала после отливки может занять ещё несколько лет. Полирование осуществляется с использованием оксида церия.
- Заготовка первого зеркала была отлита в 2005 году[источник не указан 2703 дня]. В сентябре 2017 года зеркало было завершено и перевезено в хранилище в Тусоне и ожидает следующего этапа транспортировки в Чили[13].
- Заготовка второго зеркала была отлита 15 января 2012 года. В июле 2018 года зеркало было отполировано с точностью до 100 нм[15]. Окончательная форма полированного зеркала была изучена и одобрена инженерами только в июне 2019 года, размер неровностей на нём не превышает 25 нанометров. В середине июля 2019 года второе зеркало было завершено и перевезено на склад, где вместе с остальными зеркалами будет ожидать отправки в Южную Америку[16][17].
- Отливка третьего зеркала началась 24 августа 2013 года в лаборатории астрономических зеркал Аризонского университета[18]. По состоянию на июль 2019 года зеркало находится на стадии тонкой полировки передней поверхности.
- О начале отливки центрального зеркала было объявлено 18 сентября 2015 года. Зеркалу было дано имя Ричарда Ф. Кариса, пожертвовавшего 20 млн долларов на строительство телескопа[19]. По состоянию на июль 2019 года зеркало прошло стадию грубой шлифовки задней поверхности.
- О начале отливки пятого зеркала было объявлено 3 ноября 2017 года[13]. В феврале 2018 года была завершена его отливка[20]. По состоянию на декабрь 2019 года зеркало проходит грубую шлифовку задней поверхности[21].
- В марте 2022 года было отлито[22], отожжено и отправлено в июне на очистку шестое зеркало[23].
- В начале 2023 года было полностью готово три зеркала, ещё три зеркала проходят полировку и готовится отливка седьмого зеркала[24].
- 26 сентября 2023 года началось изготовление седьмого и последнего главного зеркала, процесс займет 4 года[25].

Все семь главных зеркал телескопа ГМТ будут иметь активную оптику, а семь его гибких вторичных зеркал диаметром около 1,1 метра и толщиной 2 миллиметра каждое, будут являться важной частью его передовой адаптивной оптики.

## Участники
Список участников проекта по разработке телескопа:
- Обсерватория института Карнеги
- Гарвардский университет
- Массачусетский технологический институт
- Смитсонианская астрофизическая обсерватория
- Техасский университет A&M
- Аризонский университет
- Мичиганский университет
- Техасский университет в Остине
- Австралийский национальный университет (Обсерватория Маунт-Стромло)

В строительстве телескопа также примет участие Южная Корея.